# Korfbal 1964-1965
In 1964-1965 werd korfbal gespeeld in twee landelijke bonden, de NKB en CKB. In 1970 zouden beide bonden samensmelten tot de huidige KNKV.

## Veldcompetitie NKB
In seizoen 1964-1965 was de hoogste Nederlandse veldkorfbalcompetitie de Hoofdklasse, echter opgezet met een nieuwe competitie-indeling. In plaats van 2 Hoofdklasse poules met elk 11 teams, was er vanaf dit seizoen 1 Hoofdklasse met 12 teams in totaal. Het kampioenschap wordt niet bepaald door middel van een finalewedstrijd, maar puur gekeken naar welke ploeg de meeste punten verzamelt uit 22 wedstrijden. Slechts bij een gedeelde eerste plaats na 22 wedstrijden is een beslissingsduel noodzakelijk.
Aangezien het aantal teams ten opzichte van vorig seizoen van 22 naar 12 ging, " degradeerden" er meer teams dan voorheen. Voorheen degradeerden de twee onderste ploegen uit elke Hoofdklasse, maar nu degradeerden tien teams, te weten De Regenboog, Allen Weerbaar, Wordt Kwiek, Groen Geel, Stânfries, Deto, Die Haghe, Rigtersbleek, Roda en DOS.
Hoofdklasse Veld
| pos | club           | gs | w  | g | v  | pnt | dv  | dt  | dt  |
| --- | -------------- | -- | -- | - | -- | --- | --- | --- | --- |
| 1.  | LUTO*          | 23 | 16 | 3 | 4  | 35  | 143 | 96  | +37 |
| 2.  | ROHDA*         | 23 | 16 | 3 | 4  | 35  | 170 | 104 | +66 |
| 3.  | Ons Eibernest  | 22 | 15 | 2 | 5  | 32  | 152 | 116 | +36 |
| 4.  | Westerkwartier | 22 | 12 | 3 | 7  | 27  | 136 | 117 | +19 |
| 5.  | AKC Blauw-Wit  | 22 | 11 | 5 | 6  | 27  | 121 | 107 | +14 |
| 6.  | ZKC            | 22 | 7  | 4 | 11 | 18  | 110 | 130 | -20 |
| 7.  | HKV            | 22 | 7  | 4 | 11 | 18  | 133 | 159 | -26 |
| 8.  | Archipel       | 22 | 7  | 3 | 12 | 17  | 124 | 134 | -10 |
| 9.  | Het Zuiden     | 22 | 4  | 8 | 10 | 15  | 93  | 119 | -26 |
| 10. | Deetos         | 22 | 7  | 1 | 14 | 15  | 111 | 128 | -17 |
| 11. | Spangen        | 22 | 6  | 1 | 15 | 13  | 103 | 148 | -45 |
| 12. | Samos          | 22 | 4  | 5 | 13 | 13  | 83  | 121 | -39 |

- = omdat beide clubs met 35 punten bovenaan stonden, moest er een beslissingswedstrijd gespeeld worden. Deze wedstrijd werd gespeeld op 14 juni 1965 en de stond na de reguliere speeltijd 4-4. Na de verlenging stond het 6-6, waardoor de wedstrijd besloten moest worden via strafworpen. LUTO won deze serie en werd zodoende landskampioen op het veld.

| Veldkampioen van Nederland NKB 1965 |
| ----------------------------------- |
| LUTO                                |

## Zaalcompetitie NKB
Geen poule informatie bekend
| Zaalkampioen van Nederland NKB 1965 |
| ----------------------------------- |
| ROHDA                               |

## Veldcompetitie CKB
Geen poule informatie bekend
| Veldkampioen van Nederland CKB 1965 |
| ----------------------------------- |
| VES (Den Haag)                      |

## Zaalcompetitie CKB
Geen poule informatie bekend
| Zaalkampioen van Nederland CKB 1965 |
| ----------------------------------- |
| Rotterdam-Zuid                      |